# Jednotka 669
Jednotka 669 (hebrejsky יחידת החילוץ והפינוי בהיטס 669, Jechidat ha-chiluc ve-ha-pinuj be-hites 669) je izraelská letecká lékařská záchranná a evakuační jednotka, podřízená velitelství speciálních vzdušných sil Izraelského vojenského letectva. Její domovskou základnou je letecká základna Tel Nof a je považována za jednu z izraelských elitních jednotek.
Vznik jednotky se datuje do roku 1974, tedy rok po jomkipurské válce, během níž byla ad hoc zformována záchranná jednotka, která provedla na 5 tisíc záchranných operací. Mezi její původní úkoly patřilo vyzvednutí a poskytnutí prvotního lékařského ošetření sestřeleným (a pravděpodobně zraněným) pilotům za nepřátelskou linií. V průběhu své existence se však pole působnosti jednotky rozšířilo i na vyzvednutí izraelských vojáků z různých armádních složek, zejména příslušníků zvláštních jednotek sajeret při operacích za nepřátelskou linií, či na záchranu námořníků v nouzi.